# Exército comneno
O exército comneno ou exército bizantino comneno foi a força estabelecida pelo imperador bizantino Aleixo I Comneno (r. 1081–1118) durante o final do século XI e começo do século XII, e aperfeiçoada por seus sucessores João II Comneno (r. 1118–1143) e Manuel I Comneno (r. 1143–1180) durante o século XII. Aleixo construiu um novo exército de baixo para cima, substituindo completamente as formas anteriores do exército bizantino. O exército comneno foi instrumental para a Restauração Comnena do Império Bizantino durante seu período de existência, e foi implantado nos Bálcãs, Itália, Hungria, Rússia, Anatólia, Síria, Levante e Egito.

## Introdução
No começo do período Comneno, em 1081, o Império Bizantino tinha sido reduzido para a menor dimensão territorial de sua história. Rodeado por inimigos, e financeiramente arruinado por um longo período de guerra civil, os prospectos do imperador pareciam sombrios. O Estado estava indefeso diante das ameaças internas e externas, com o exército bizantino reduzido a uma sombra do que havia sido. Durante o século XI, décadas de paz e negligência reduziram as antigas forças temáticas, e a anarquia política e militar se seguiu após a Batalha de Manzicerta em 1071, quando o exército profissional tagmático foi destruído, o núcleo do exército bizantino. Em Manzicerta, unidades de rastreamento que remontavam o Império Romano foram aniquiladas, e as perdas subsequentes da Ásia Menor privaram o império de seu principal campo de recrutamento. Nos Bálcãs, ao mesmo tempo, o império estava exposto as invasões dos normandos do Reino da Sicília, as atividades expansionistas do Principado de Dóclea e os raides pechenegues através do Danúbio.
O nadir do exército bizantino foi alcançado em 1091, quando Aleixo I conseguiu colocar em campo apenas 500 soldados das forças profissionais bizantinas. Estes formaram o núcleo do exército, com a adição de retentores armados dos parentes de Aleixo e nobres inscritos no exército, além da ajuda substancial de uma grande força de aliados cumanos, que venceram a Batalha de Levúnio contra os pechenegues. Ainda, através de uma combinação da habilidade, determinação, e anos de campanha, Aleixo, João II e Manuel I conseguiram restaurar o poder do Império Bizantino construindo um novo exército do zero. Este processo não deve, contudo, pelo menos nas suas fases iniciais, ser visto como um exercício planeado na reestruturação militar. Em particular, Aleixo I esteve frequentemente reduzido a reagir aos acontecimentos em vez de controlá-los; as mudanças que ele fez no exército bizantino foram em grande parte feitas por necessidade imediata e foram pragmáticas na natureza.
A nova força tinha um núcleo de unidades que foram profissionais e disciplinadas. Continham unidades de guarda formidáveis como os os varegues, os Atánatos, uma unidade de cavalaria pesada estacionada em Constantinopla, os vardariotas e os arcontópulos, recrutados por Aleixo dos filhos de oficiais bizantinos mortos, regimentos de mercenários estrangeiros, e também unidades de soldados profissionais recrutados das províncias. Estas tropas provinciais incluíam catafractários da Macedônia, Tessália, Trácia, e várias outras forças provinciais. Ao lado das tropas levantadas e pagas diretamente pelo Estado, o exército comneno incluía seguidores armados de membros da família imperial mais ampla e suas extensivas conexões. Neste pode ser visto os primórdios da feudalização dos militares bizantino. A concessão de pronoia começou a tornar-se um elemento notável na infraestrutura militar para o fim do período Comneno, embora tenha se tornado muito mais importante subsequentemente. O pronoia foi essencialmente a garantia de direitos de receber a receita de um determinado área de terra, uma forma de imposto agrícola, e foi mantido em troca de obrigações militares.
O período Comneno, apesar da guerra quase constante, é notável pela falta de tratados militares escritos, que parecem ter se esgotado durante o século XI. Assim, em contraste com os períodos anteriores, não há detalhes descrevendo as táticas bizantinas e equipamentos militares. Informações sobre assuntos militares no período Comneno deve ser adquiridos a partir de comentários em literatura histórica e biográfica contemporânea, panegíricos cortesãos e evidência pictórica.

## Tamanho

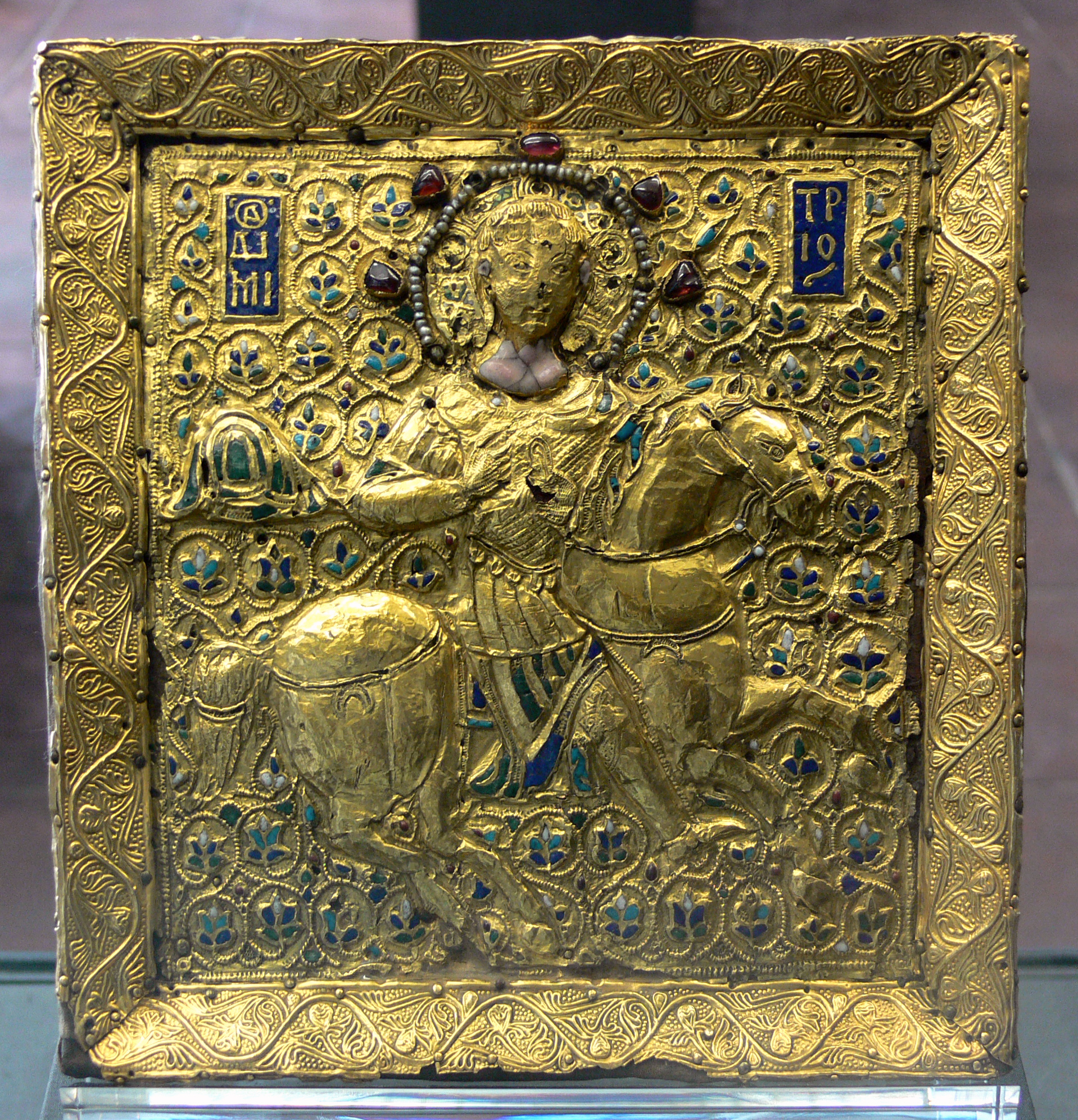
Ícone de ouro de São Demétrio como um cavaleiro. O santo ostenta uma armadura lamelar (clivânio), sobre a qual veste um acolchoado de tecido (epilorício) com proteções metálicas nos ombros e no saiote. O detalhamento no tornozelo pode indicar que grevas podopsella estão representadas. Note-se a postura das pernas a direito (com o calcanhar numa posição inferior aos dedos), indicando a adoção das técnicas de lança ocidentais. Bizantino, século XII.

Durante o reinado de Aleixo I, o exército de campo era de ca. 20 000 homens. Pelo final do reinado de João II, o exército bizantino inteiro foi de ca. 50 000 homens. Por 1180 e a morte de Manuel Comneno, cujas campanhas frequentes foram em grande escala, o exército foi provavelmente consideravelmente maior. Historiadores modernos tem estimado o tamanho dos exércitos comnenos em campanha em ca. 15 000 para 20 000 homens. Em 1176, Manuel I conseguiu reunir ca. 35 000-40 000 homens, dos quais 25 000 eram bizantinos e o resto foram contingentes aliados da Hungria, Sérvia e Antioquia, embora esta foi uma campanha excepcional. Seus recursos militares esticaram para colocar outro exército, menor, no campo simultaneamente. Durante este período, as províncias europeias nos Bálcãs eram capazes de fornecer mais de 6 000 cavaleiros no total enquanto as províncias da Ásia Menor forneciam cerca do mesmo número. Isto ascendeu para mais de 12 000 cavaleiros por todo o exército, não incluindo os de contingente aliados. Em 1200, o exército de campo foi contado com ca. 30 000 homens, enquanto o exército inteiro foi estimado em 60 000 (dos quais 15 000 eram mercenários estrangeiros). Constantinopla tinha uma guarnição permanente de 10 000 tropas não incluindo os 5 000 varegues que guarneciam nos dois palácios imperiais.

## Estrutura

### Hierarquia de comando e composição da unidade
Sob o imperador, o comandante-em-chefe do exército foi o grande doméstico. Seu segundo-em-comando foi o protoestrator. O comandante da marinha foi o mega-duque (megas doux), que foi também o comandante militar de Creta, das Ilhas Egeias e de porções sul do continente grego. Um comandante encarregado com uma força de campo independente ou uma das principais divisões de um exército expedicionário foi denominado estratego (general). Províncias individuais e as forças defensivas continham que elas continham foram comandadas por um duque (dux), ou catepano (embora este título foi, por vezes, concedido para um administrador sênior abaixo do duque), que foi um oficial militar com autoridade civil; sob o duque uma assentamento fortificado ou fortaleza era comandada por um oficial com o título castrofílax (kastrophylax; diretor do castelo). Comandantes menores, com a exceção de alguns títulos arcaicos, foram conhecidos pelo tamanho da unidade que comandavam, por exemplos um tagmatarca que comandava um tagma (regimento). O comandante dos varegues tinha um único título, acóluto (akolouthos), indicativo de seu comparecimento próximo do imperador.
Durante o período Comneno os nomes anteriores para as unidades básicas da cavalaria bizantina, bando e moira, gradualmente desapareceu para serem substituídos por alágio (em grego: ἀλλάγιον; romaniz.: állágion), que se acredita terem sido entre 300 ou 500 homens. A alágio, comandada por um alagator (allagator), foi provavelmente dividida em subunidades de 100, 50 ou 10 homens. Em campanha os alágios poderiam ser agrupadas juntas (geralmente em três) em grandes corpos chamados taxias (taxeis), sintaxias (syntaxeis), lóquios ou tagmas. A unidade de infantaria foi a taxiarquia (taxiarchia), um tipo de unidade registrado pela primeira vez sob Nicéforo II Focas (r. 963–969); foi teoricamente de 1 000 homens, e foi comandado por um taxiarca (taxiarches).